# Frame control header
Pour les articles homonymes, voir FCH.
Le frame control header (FCH) est un en-tête de trame utilisé dans le cadre du WiMAX. Il contient les informations nécessaires au décodage des cartes du lien descendant et du lien montant (la DL-MAP et l'UL-MAP, qui précisent quand et sur quelles fréquences les informations seront émises).
Caractéristiques :
- sa position dans la trame est fixe ;
- il est répété quatre fois ;
- la modulation et le codage utilisés sont toujours les mêmes (QPSK).

Informations données :
- sous-canaux utilisés par le segment ;
- codage et longueur des MAP.